# 付従性
付従性（ふじゅうせい）とは、民法上の概念で、地役権・担保物権・保証債務などに認められる性質をいう。附従性とも書く。

## 地役権の付従性
地役権の付従性とは、地役権は原則として常に要役地（他人の土地から便益を受けている地役権者の土地）の所有権に従たる権利として存在し、要役地から分離して存在することができない（地役権を要役地から分離して譲渡することはできない）という性質をいう（民法281条）。

## 担保物権の付従性
担保物権の付従性とは、担保物権の通有性の一つで、担保物権が成立するためには被担保債権の存在が必要であり、担保物権は被担保債権の消滅に従って消滅するという性質をいう。

## 保証債務の付従性
保証債務の付従性とは、保証債務が存在するためには主たる債務が存在することが必要であり、かつ、保証債務の負担は主たる債務の負担の限度でのみ存在し（民法448条）、主たる債務の消滅とともに保証債務も消滅するという性質をいう。